# Associació Valenciana d'Agricultors
L'Associació Valenciana d'Agricultors és un sindicat de llauradors de València. Fou fundat el 1977. Declara tenir uns vint mil associats i es qualifica de reformista i moderat. És una de les organitzacions que integren l'Asociación Agraria de Jóvenes Agricultores, que actua a nivell de l'Estat espanyol. L'organització emprèn una doble representació. D'una banda, articula la seva representació a nivell local a través de més de 200 delegats. D'altra banda, té una representació sectorial, mitjançant una Junta Directiva i la coordinació de 25 sectors d'agricultura i ramaderia. La seva seu central es troba al carrer Guillem de Castro, número 79 (València).
El seu president actual (2016) és Cristóbal Aguado Laza. Com agrupació professional, vol defendre els interessos des llauradors, organitza cursos de perfeccionament, vol contribuir a la millora de la qualitat de vida dels agricultors i fer lobbisme al nivell regional, nacional i europeu. Va ser criticada per ser més atenta als interessos dels latifundaris per fomentar la venda de camps en operacions lucratiues d'especulació immobilària que la defensa d'una agricultura durable. Es consolida com un grup de pressió front a l'administració amb ideologies proteccionistes en un marc típicament lliurecanvista.
El 2003 i el 2006, amb l'ajut del Partit Popular de la Comunitat Valenciana va organitzar una manifestactió sota el lema Agua para todos en pro del pla hidrològic nacional amb el suport financer de la Generalitat Valenciana. L'acte i el finançament públic va rebre molta crítica de l'oposició valenciana i des de Catalunya. El 2014, l'actual president de l'AVA va tenir un parlament davant Lo Rat Penat al qual va advertir contra les intencions colonialistes que pogueren vindre des de Catalunya igual com va acusar el govern central de maltractar el País Valencià i la «discriminació hidràulica».